# Frances Martin
Pour les articles homonymes, voir Martin.
Frances Martin, nom de scène de Franziska Steinbrecher (née le 18 octobre 1939 à Lausanne) est une actrice autrichienne. Elle prit aussi pour nom Franzi Tilden.

## Biographie
Frances Martin est la fille de l'actrice Jane Tilden et de son deuxième mari, le compositeur Alexander Steinbrecher. Elle fait ses débuts au cinéma en 1956 dans le film policier Viele kamen vorbei (de) et tient ensuite d'autres rôles de figuration, notamment des comédies de Franz Antel.
Sa fille Lark Brynner, née fin 1958, est issue de sa liaison avec l'acteur Yul Brynner. Elle est ensuite mariée pendant quelques années à l'acteur Gerhart Lippert (de), qui réalisa en 1971 la série télévisée en 13 épisodes Toni et Veronika, dans laquelle Martin assume le rôle principal féminin sous le nom de Franzi Tilden. Sa deuxième fille Alexandra Tilden, née de son mariage avec Lippert, est également présente.

## Filmographie
- 1956 : Viele kamen vorbei (de)
- 1956 : Bal à l'Opéra
- 1956 : K. u. K. Feldmarschall (de)
- 1957 : Scampolo (TV)
- 1957 : Les Envoyées du paradis
- 1957 : Le bonheur est dans la rue
- 1958 : Women in Love (TV)
- 1958 : Le Labyrinthe de l'amour
- 1958 : Juchten und Lavendel (TV)
- 1961 : Der erste Frühlingstag (TV)
- 1961 : La Grande Roue
- 1961 : Nos tantes en folie
- 1963 : Curd Jürgens erzählt... (série télévisée, épisode Hotel Sacher)
- 1963 : Das alte Hotel (de) (série télévisée, 4 épisodes)
- 1965 : Bob Morane (série télévisée, épisode La Fleur du sommeil)
- 1966 : Donaug'schichten (série télévisée, épisode W. M. und das Theater)
- 1971 : Toni und Veronika (série télévisée)
- 1971 : Gestrickte Spuren